# Schlachtensee (Berlino)
Schlachtensee è un quartiere (Ortsteil) nel sud-ovest di Berlino, appartenente al distretto (Bezirk) di Steglitz-Zehlendorf.
Prende il nome dal lago Schlachtensee.

## Storia
Venne istituito nel 2020 in seguito ad una riunione  dell'ufficio distrettuale di Steglitz-Zehlendorf del 17 novembre, nella quale si decise di dichiarare e nominare Schlachtensee un quartiere del distretto stesso. In seguito poi pubblicato sotto forma di annuncio sulla Gazzetta ufficiale di Berlino (Amtsblatt für Berlin). Ne Scorporarono il territorio dai quartieri di Nikolassee e di Zehlendorf.